# Gojko Kačar
Gojko Kačar, född 26 januari 1987 i Novi Sad, Jugoslavien, är en serbisk fotbollsspelare som spelar för FC Augsburg. Han var med i Serbiens trupp vid fotbolls-VM 2010.